# الخشم (لودر)
الخشم هي إحدى قرى عزلة زارة بمديرية لودر التابعة لمحافظة أبين، بلغ تعداد سكانها 370 نسمة حسب تعداد اليمن لعام 2004.